# Usnea pacificana
Usnea pacificana är en lavart som beskrevs av P. Halonen. Usnea pacificana ingår i släktet Usnea och familjen Parmeliaceae.   Inga underarter finns listade i Catalogue of Life.